# Sabina Sidro
Sabina Sidro (* 11. Februar 1977 in Augsburg, Bayern) ist eine deutsche Moderatorin.

## Werdegang
Sidro wurde als Kind jugoslawischer Gastarbeiter geboren. Ihre Kindheit verbrachte sie teilweise Sarajevo bei ihren Großeltern und in Kroatien. Nachdem sie in München und Hamburg privaten Schauspielunterricht genommen hatte, zog sie nach Hamburg, wo sie ihren Roman Die Welt ist mein, der Rest ist dein veröffentlichte. Ab 2016 moderierte sie für den bosnischen Fernsehsender N1 die TV-Unterhaltungsserie Star in the Car.
Sidro lebt und arbeitet in Deutschland.

## Moderation
- seit 2016: Star in a Car, N1

## Werke
- Die Welt ist Mein . . . Der Rest ist Dein, novum Verlag, 2008, ISBN 978-3850224925